# K-150 Tomsk
Tomsk (rusko Томск) je jedrska podmornica z manevrirnimi raketami razreda Antej Ruske vojne mornarice. Poimenovana je po Tomsku. Njen gredelj je bil položen 27. avgusta 1991, splavljena je bila 20. julija 1996, v uporabo pa je bila predana 30. decembra 1996. Projekt je razvil konstruktorski biro Rubin, glavni konstruktor pa je bil Igor Leonidovič Baranov. Razvoj predhodnega razreda Granit se je začel leta 1969, na njegovi osnovi pa je bil razvit izboljšan razred Antej. Izboljšave se nanašajo na manjšo hrupnost, izboljšano elektronsko opremo in sedemlistni propeler namesto štirilistnega. Je del 10. divizije podmornic Tihooceanske flote v Viljučinsku.
Poleti in jeseni 1999 je skupaj s podmornico Severne flote Kursk odplul na odpravo v Sredozemsko morje.
Med letom 2008 in 2014 je opravila remont v ladjedelnici Zvjozdočka.
12. julija 2017 je iz potopljenega položaja v Ohotskem morju izstrelila raketo P-700 Granit in ponovno 9. oktobra 2017, na vajah s križarko Varjag.
15. julija 2022 se je vrnila s trimesečne odprave skupaj s podmornicama Omsk in Kuzbass.
15. decembra 2022 je začela remont v ladjedelnici Zvjozdočka.